# Rete universitaria di scienze e tecnologie dell'Africa subsahariana
La Rete universitaria di scienze e tecnologie dell'Africa subsahariana (francese : Réseau des universités des sciences et technologies des pays d'Afrique au Sud du Sahara abbreviata in RUSTA) è una rete di università private in Africa subsahariana e la cui sede centrale si trova ad Abidjan, in Costa d'Avorio. È stata fondata nel 2009 e il presidente è Frédéric Dohou ed è presente in Benin, Burkina Faso, Ciad, Gabon, Ghana, Guinea, Guinea-Bissau, Mali, Niger, Senegal, Togo.

## Membri
- Istituto superiore di tecnologia della Costa d'Avorio
- Università di scienze e tecnologie del Benin
- Università di scienze e tecnologie del Togo
- Università di scienze e tecnologie della Costa d'Avorio